# Osieki (Kępice)
Osieki (deutsch Wusseken, Kreis Schlawe/Pommern) ist ein Dorf in der polnischen Woiwodschaft Pommern. Es gehört zur Landgemeinde Kępice (Hammermühle) im Kreis Słupsk (Stolp).

## Geographische Lage
Das Dorf liegt in  Hinterpommern, 18 Kilometer südöstlich von Sławno (Schlawe), in einer flachen bis hügeligen Landschaft, deren höchste Erhebung südlich des Dorfes 94 Meter über NN misst. Die Ortschaft ist über die Landstraße 209 (Sławno–Bytów (Bütow)) im Abzweig Barcino (Bartin) und über die Landstraße 208 (Barcino–Polanów (Pollnow)) im Abzweig Obłęże (Woblanse) erreichbar. Die nächste Bahnstation ist der vier Kilometer entfernte frühere Bahnknotenpunkt Korzybie (Zollbrück) an der Bahnstrecke Piła–Ustka (Schneidemühl–Stolpmünde).
Nachbarorte von Osieki sind: im Westen Łętowo (Lantow), im Norden Korzybie, im Osten Barcino (Bartin) und im Süden Obłęże (Woblanse) und Kępice (Hammermühle).

## Ortsname
„Wusseken“ war vor 1945 ein häufig vorkommender pommerscher Ortsname in den Kreisen Anklam, Bütow, Köslin und Stolp. Er ist slawischen Ursprungs und bedeutet so viel wie „Ort auf der in den Wald gehauenen Lichtung“. Die Ortsbezeichnung „Osieki“ gibt es in Polen sechs Mal.

## Geschichte
Wusseken ist ein sehr alter Siedlungsgrund, was gefundene Urnen sowie entdeckte Brandstellen im Boden dokumentieren. Die erste urkundliche Nachricht datiert vom Jahr 1285, in dem Hinricus de Massow eine Tochter des vorpommerschen Grafen von Gützkow heiratet und damit die sechs Dörfer Bartin (Barcino), Barvin (Barwino), Brünnow (Bronowo), Seelitz (Żelice), Woblanse (Obłęże) und Wusseken als Brautschatz erhält. Danach  war Wusseken ein Lehen der Familie von Massow.
Um 1780 werden für das Dorf registriert:  ein  Vorwerk, sechs Bauern, ein Halbbauer, vier Kossäten, ein Schulmeister, ein Wirtshaus, eine Schmiede und 19 Feuerstellen (Haushalte). In einem See und in Teichen wurde ein wenig Fischerei betrieben. Noch vor 1808 verstarb Ferdinand von Massow, der aus seiner Familie der letzte Herr auf Wusseken war. Seine Witwe verkaufte an die Frau Amtsrätin Wilke geborene von Kleist, die in Wusseken einen von Kleistschen Fideikommiss errichtete, der bis 1945 bestehen blieb.
Im Jahre 1873 wurden 23 Ortsbewohner Opfer einer Choleraepidemie.
Bis zum Ende des Zweiten Weltkriegs 1945 war Wusseken eine Gemeinde im äußersten – in den Landkreis Rummelsburg i. Pom. hineinragenden – Zipfel des Landkreises Schlawe i. Pom. Am 10. März 1945 besetzte die Rote Armee  den Ort und ein bereits begonnener Flüchtlingstreck der Bewohner kam ins Stocken und wurde vollständig ausgeplündert.  Rollkommandos der Roten Armee nahmen Erschießungsaktionen vor, denen auch der letzte Gutsbesitzer auf Wusseken,  Robert von Kleist,  und dessen ältester Sohn zum Opfer fielen. Anschließend wurde Wusseken – wie ganz Hinterpommern – unter polnische Verwaltung gestellt. Der deutsche Ort erhielt nun den polnischen Namen Osieki.
Es wanderten Polen zu, die sich der Häuser und Höfe der Einheimischen bemächtigten.
Es begann danach die Vertreibung der deutschen Zivilbevölkerung. 1947 war der Ort vollständig in polnischer Hand.
Heute ist Osieki Teil der Landgemeinde (Gmina) Kępice im Powiat Słupski in der Woiwodschaft Pommern.

### Demographie
| Jahr | Einwohner | Anmerkungen                                                                                   |
| ---- | --------- | --------------------------------------------------------------------------------------------- |
| 1818 | 180       | adliger Besitz                                                                                |
| 1852 | 339       | [ 4 ]                                                                                         |
| 1864 | 404       | am 3. Dezember, Dorf und Gutsbezirk zusammen, auf einer Gesamtfläche von 990 bzw. 4280 Morgen |
| 1885 | 360       |                                                                                               |
| 1910 | 356       | am 1. Dezember, Rittergut                                                                     |
| 1933 | 256       | [ 7 ]                                                                                         |
| 1939 | 205       | [ 7 ]                                                                                         |

| Jahr | Einwohner | Anmerkungen |
| ---- | --------- | ----------- |
| 2009 | 126       |             |

## Osieczki/Neu Wusseken
Neu Wusseken war bis 1945 ein Gutsvorwerk von Wusseken, das zwei Kilometer westlich des Dorfes am Rande der Wieprza (Wipper)-Niederung lag. Heute ist es die kleine Siedlung Osieczki.

## Kirche
Vor 1945 lebten in Wusseken fast ausschließlich evangelische Einwohner. Kirchdorf war Bartin (Barcino), zu dessen Kirchspiel auch die Orte Brünnow (Bronowo), Seelitz (Żelice) und Woblanse (Obłęże) gehörten. Es lag im Kirchenkreis Schlawe in der Kirchenprovinz Pommern der Kirche der Altpreußischen Union. Das Patronatsrecht für Wusseken hatte zuletzt Gutsbesitzer Robert von Kleist. Letzter deutscher Geistlicher war Pfarrer Walter Obgartel.
Seit 1945 leben in Osieki überwiegend katholische Einwohner. Der Ort gehört zur Pfarrei Św. Anny in Barcino (Bartin) im Dekanat Polanów (Pollnow) im Bistum Köslin-Kolberg der Katholischen Kirche in Polen.
Evangelische Kirchenglieder betreut heute das Pfarramt in Koszalin (Köslin) in der Diözese Pommern-Großpolen der Evangelisch-Augsburgischen Kirche in Polen.

## Schule
Wusseken verfügte vor 1945 über ein eigenes Schulgebäude mit Lehrerwohnung. Etwa 30 Kinder wurden in der Schule unterrichtet. Die Namen der letzten deutschen Lehrer sind Papenfuß, Neubüser und Worbes.

## Persönlichkeit des Ortes
- Georg von Kleist (* 1852; † 29. Juli 1923 in Wusseken), Gutsherr, königlich preußischer General der Kavallerie, Politiker